# ملعب كيب تاون
ملعب كيب تاون هو من الملاعب التي شاركت في استضافة مباريات بطولة كأس العالم لكرة القدم 2010 بجنوب أفريقيا.

## معلومات
أنشأ في عام 2007، بدلاً للملعب القديم والمسمى بـ ملعب جرين بوينت (النقطة الخضراء)، وهي منطقة تقع شمال غرب المركز الاقتصادي في مدينة كيب تاون تبلغ سعته حوالي 69,070 متفرج.
بدأ العمل في إنشاءه في مارس 2007، وأصبح جاهزاً بعد 33 شهراً وافتتح للجماهير في 14 ديسمبر 2009 وتم تجربته في لقاء بالدوري الممتاز لكرة القدم بجنوب أفريقيا بين فريقي آياكس كيب تاون وسانتوس.

## تصميم
وقد كان موقع الملعب أكبر تحدي للمصممين حيث أنه كان يقبع على سفح الجبل (تييل) وعلى بعد امتار قليلة من المحيط الأطلسي وكان التحدي بأن يثبتوا سقف الملعب بسبب الرياح القوية الاتية من السفح
ولذلك اسختدموا الكثير من الحديد والذي رفع من قيمة الملعب حيث أنه أكثر ملعب تكلفة بالبناء في العالم
وكلف ما يقارب 616 مليون دولار ووضع الملعب خارج كيب تاون لمنع الإزعاج وبني من الخارج بمادة تعطي الملعب في اليل بوجود الاضاء مبنى جميل.

### كأس العالم
تقام على أرض ملعب كيب تاون ثمانية مباريات ضمن منافسات بطولة كأس العالم لكرة القدم 2010، منها خمسة مباريات من دور المجموعات، ومباراة من الدور ثمن النهائي، ومباراة من الدور ربع النهائي، وينتهي دور هذا الملعب باستضافة واحدة من مبارتي الدور نصف النهائي.

## بعد كأس العالم
في كيب تاون لا يوجد فريق له شعبية كبيرة لذالك تم الاستعداد لأن يكون الملعب مكان سياحيا بتطوير المنتزه
الذي يحيط الملعب وكذلك وكذلك القيام بالأوبرا والحفلات الكبيرة.

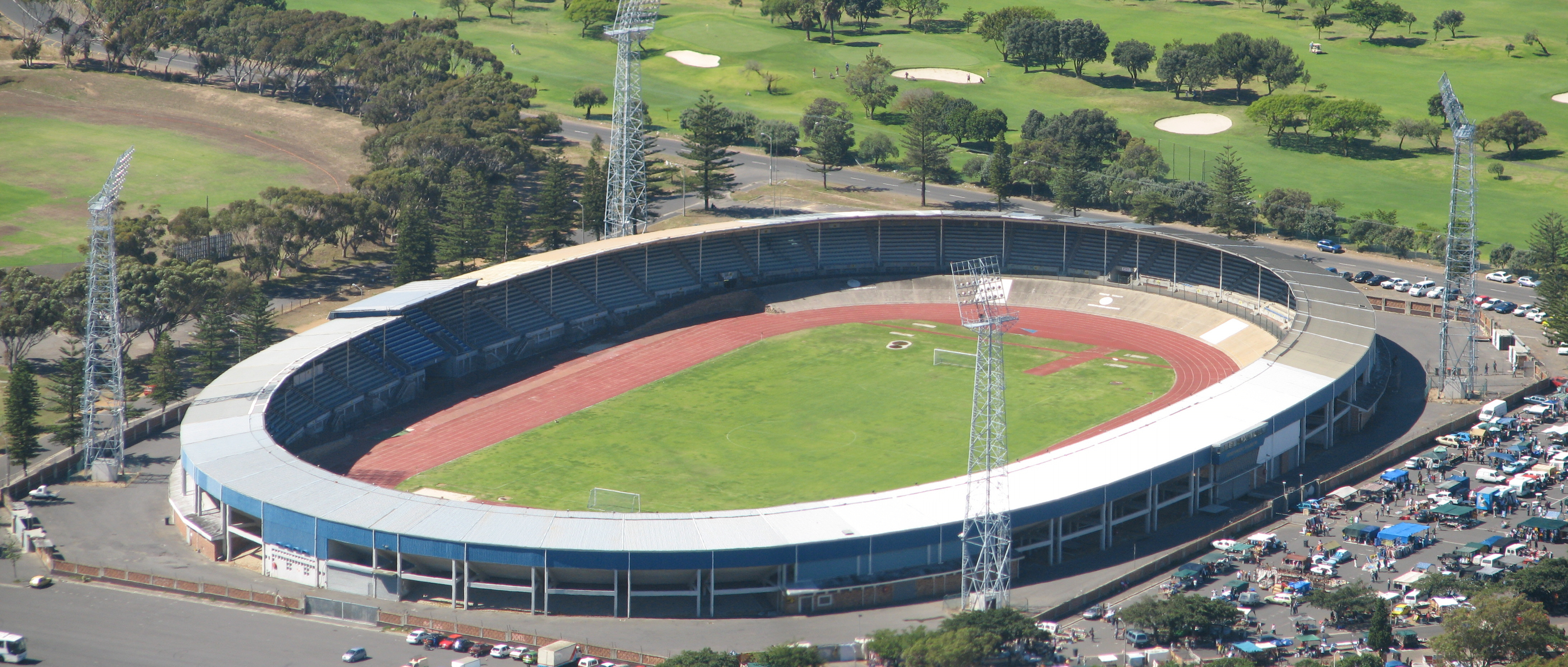
ملعب كيب تاون قبل تجديده
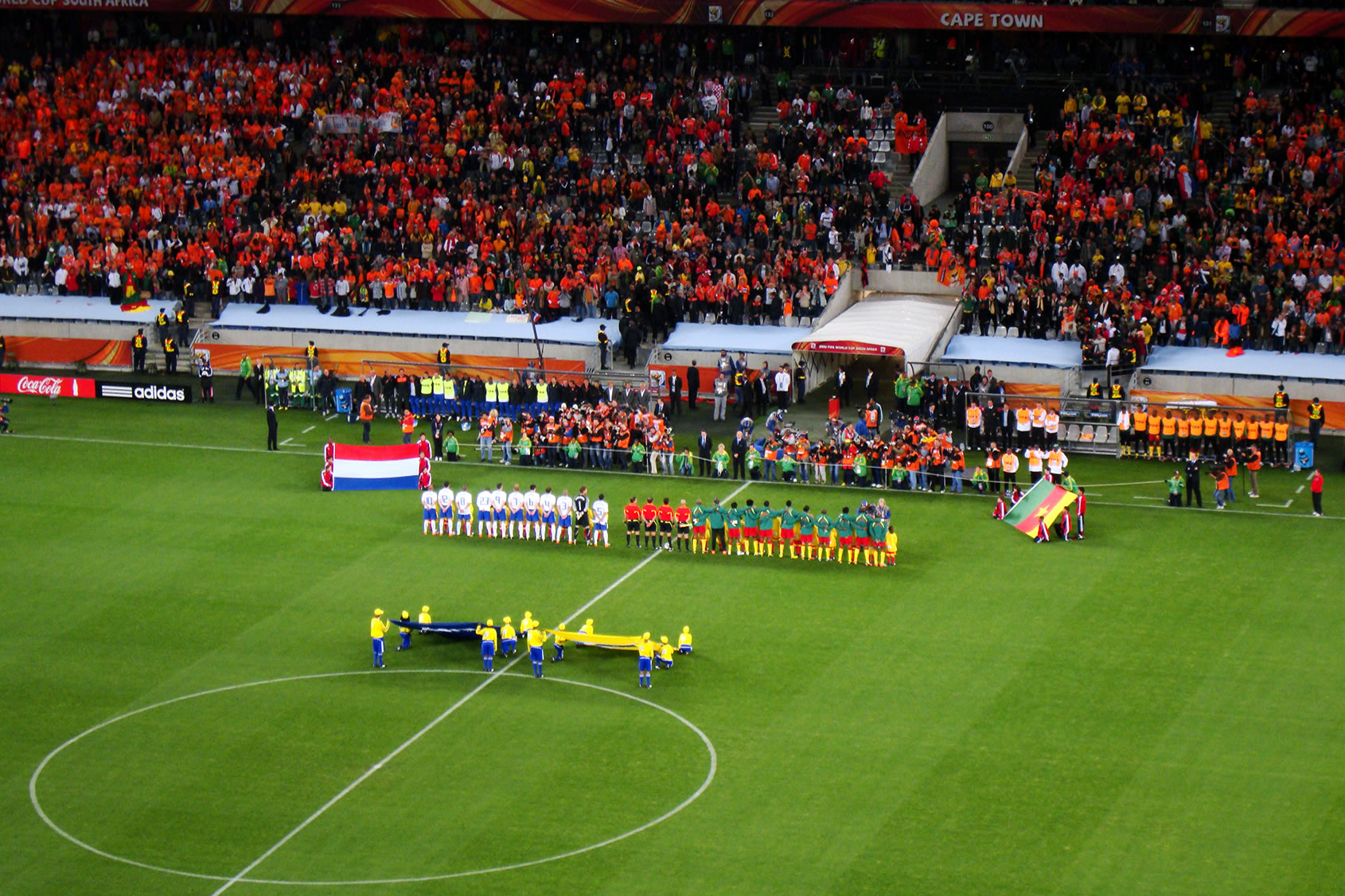
مشهد للملعب خلال كأس العالم لكرة القدم 2010 في لقاء الدور الأول الذي جمع الكاميرون وهولندا.